# Буров, Олег Владимирович
Олег Владимирович Буров (1 января 1962) — советский и узбекистанский футболист, защитник, полузащитник.
Воспитанник футбольной школы ДСШ Ферганы, первый тренер А. К. Полищук. В 1979—1980 годах — в составе «Пахтакора». В 1980—1981 годах играл во второй лиге за «Сохибкор» Янгиюль/Халкабад. 1982 год начал в дубле ЦСКА, затем играл во второй лиге за «Нефтяник» Фергана. 1984 год провёл в ЦСКА, 1985 — в «Искре» Смоленск. 1986 год начал в «Пахтакоре», затем до 1990 года играл во второй лиге за ферганский «Нефтяник». 1991 год провёл во второй низшей лиге в составе «Шахрихончи» Шахрихан, в следующем году играл за команду в чемпионате Узбекистана. В 1993 году играл за «Атласчи» Маргилан, в 1993—1997 годах выступал за малайзийский клуб «Телеком Мелака». В 2003 году играл за «Цементчи» Кувасай.